# Dieter Runkel
Dieter Runkel, född den 21 december 1966 i Obergösgen, är en schweizisk tidigare tävlingscyklist som hade sina största framgångar i cykelcross, i vilket han blev världsmästare 1995.

## Meriter – cykelcross

### Junior
1983/1984
 Schweizisk juniormästare
7:a vid Juniorvärldsmästerskapen

### Amatör
| 1987/1988 7:a vid Världsmästerskapen (amatörer) 1989/1990 9:a vid Världsmästerskapen (amatörer) | 1991/1992 Schweizisk amatörmästare 2:a vid Världsmästerskapen (amatörer) |

### Elit
Världsmästerskap och schweiziska mästerskap avhålls i januari/februari. UCI World Cup (införd 1993) och Superprestige är serier av deltävlingar som går över cykelcrossens vintersäsong. UCI:s världsranking (införd 1992) avser Runkels placering vid säsongsslutet i mars.
| SäsongTävling            | 1988 1989 | 1989 1990 | 1990 1991 | 1991 1992 | 1992 1993 | 1993 1994 | 1994 1995 | 1995 1996 | 1996 1997 | 1997 1998 | 1998 1999 | 1999 2000 |
| ------------------------ | --------- | --------- | --------- | --------- | --------- | --------- | --------- | --------- | --------- | --------- | --------- | --------- |
| Världsmästerskapen       | Am.       | Am.       | Am.       | Am.       | –         | –         |           | 7         | 9         | 7         | 19        | DNF       |
| Schweiziska mästerskapen | Am.       | Am.       | Am.       | Am.       | –         | –         |           |           |           |           |           | 4         |
| UCI World Cup            | X         | X         | X         | X         | X         | –         | –         | 4         | 8         | 5         | 22        | 25        |
| Superprestige            | 26        | 33        | 45        | 30        | 30        | –         | 18        | 41        | –         | 24        | –         | 28        |
| UCI:s världsranking      | X         | X         | X         | X         | 39        | 61        | 7         | 6         | 8         | 5         | 32        | 23        |

X = Ej avhållen     DNF = Fullföljde ej     Am. = Amatör

## Meriter – landsväg

### Amatör
1992
Vinnare totalt av Grand Prix Guillaume Tell
Vinnare av etapp 3

### Professionell/elit
| 1993 4:a i Berner Rundfahrt 5:a i GP Gippingen 10:a i Classique des Alpes | 1994 7:a i Berner Rundfahrt 9:a i Classique des Alpes |